# William Higinbotham
William Higinbotham (25 d'octubre de 1910 - 10 de novembre de 1994) va ser un físic americà. Va ser membre de l'equip que va desenvolupar la primera bomba nuclear, i més tard es va convertir en un líder del moviment de la no-proliferació nuclear. També té un lloc en la història dels videojocs per la seva creació el 1958 de Tennis for Two, el primer joc d'ordinador analògic interactiu i un dels primers jocs electrònics en utilitzar una pantalla gràfica.

## Primers anys
Higinbotham va néixer a Bridgeport, Connecticut, i es va criar a Caledònia, Nova York. El seu pare era un ministre de l'Església Presbiteriana. Va obtenir la seva llicenciatura de la universitat de Williams el 1932 i va continuar els seus estudis a la Universitat de Cornell. Va treballar en el sistema de radar al MIT des de 1941 fins a 1943.

## Carrera
Durant la Segona Guerra Mundial, va treballar al Laboratori Nacional de Los Alamos i va dirigir el grup d'electrònica del laboratori en els últims anys de la guerra, on el seu equip va desenvolupar l'electrònica per la primera bomba nuclear. El seu equip va crear el mecanisme d'encesa de la bomba, així com els instruments de mesura per al dispositiu. Higinbotham també va crear la pantalla del radar pel bombarder experimental B-28. Després de la seva experiència amb les armes nuclears, Higinbotham va ajudar a fundar el grup de no proliferació nuclear Federació de Científics Nord-americans, sent el seu primer president i secretari executiu. Des de 1974 fins a la seva mort el 1994, Higinbotham va servir com l'editor tècnic de la revista Journal of Nuclear Materials Management, publicada per l'Institut de Gestió de materials nuclears.
El 1947 Higinbotham va prendre una posició en el Brookhaven National Laboratory, on va treballar fins a la seva jubilació el 1984. El 1958, com a Cap de la Divisió d'Instrumentació en el Brookhaven, va crear un joc d'ordinador anomenat Tennis for Two per a l'exposició anual del laboratori. Un simulador de tennis que es mostra en un oscil·loscopi, al joc se li atribueix ser un dels primers videojocs. Higinbotham va trigar unes setmanes en completar-lo, i era una atracció popular a la fira. Va ser un èxit tal que Higinbotham va crear una versió ampliada de l'exposició de 1959; aquesta versió permet que el nivell de gravetat pogués ser canviat perquè els jugadors poguesin simular tennis a Júpiter i la Lluna. Higinbotham mai va patentar Tennis for Two, encara que va obtenir més de 20 altres patents durant la seva carrera.

## Llegat
Encara que va caure en l'oblit, els crítics van començar a reconèixer la importància de Tennis for Two en la dècada de 1980. El 1983, David Ahl, que havia jugat a l'exposició de Brookhaven com un adolescent, va escriure un article de portada per Creative Computing en el qual va anomenar Higinbotham com el "avi dels videojocs".
El 2011, la Stony Brook University va fundar la Col·lecció William Higinbotham, gestionada pel Cap de Col·leccions Especials i Arxius de la Universitat Kristen Nyitray i pel Professor Associat d'Estudis Culturals Digitals Raiford Guins. La col·lecció està dedicada explícitament a "documentar la cultura material dels mitjans joc basat en la pantalla".
Higinbotham va estar poc interessat en els videojocs, preferint ser recordat pel seu treball en la no proliferació nuclear.